# Princz-testvérek vasöntöde és gépgyár
A Princz-testvérek vasöntöde és gépgyár vagy más néven Princz-testvérek Gépipar és Edénygyár Szatmárnémeti egyik gyára volt.

## Története
A gyárat 1906-ban alapították. 50%–os tulajdonosa és vezető mérnöke Princz József volt.
A szatmári ipart nagy részben zsidók irányították a második világháborúig. A következő gyárakról van még tudomásunk: Freund-textilipar, Szabó és Reiter, Markovits-testvérek szeszipar, Willinger téglagyár (alapítva 1894), Reiter csokoládégyár, Frenkel cukorkagyár és az Unió gépgyár (alapítva 1912).
A gyár főleg malmokat és préseket készített.
A második világháború után államosították és Augusztus 23, majd Szeptember 1 lett a neve; 1989 után Samus, aztán Electrolux.
A Princz testvérek volt háza Szatmárnémetiben a Sugárúton található.